# 178 km (rejon odincowski)
178 km, także 177 km (ros. 178 км, 177 км) – przystanek kolejowy w pobliżu miejscowości Surmino, w rejonie odincowskim, w obwodzie moskiewskim, w Rosji. Położony jest na Wielkim Pierścieniu Kolei Moskiewskiej.